# 天主的教會
《天主的教會》（拉丁語：Ecclesia Dei）是教宗若望·保祿二世在1988年7月2日以自動手諭形式發布的一篇宗座牧函，用意是回應保守主義團體聖庇護十世司鐸兄弟會之創始人馬歇爾·勒菲弗總主教私自祝聖四位主教的行為；另一方面也為渴望保留傳統拉丁彌撒的信徒向各地主教提出懇求與建議，並成立一個專為聯繫聖庇護十世兄弟會與宗座的共融而努力的宗座委員會，也就是後來的「天主的教會」宗座委員會，此委員會的首要任務之一是與聖庇護十世兄弟會取得和解。

## 確認勒菲弗總主教等的自科絕罰
教宗若望·保祿二世在此牧函的開頭幾段痛心的筆調說明勒菲弗等人私自祝聖主教的作法是針對羅馬宗座的藐視以及對教會的分裂，同時也毀壞了多年來為了與勒菲弗成立的聖庇護十世兄弟會取得共融的努力。他並提及早於6月17日主教部部長伯爾納鐸·加汀樞機早已就私自祝聖會導致自科絕罰的下場，卻依然出現今日之局面。並確認了馬歇爾·勒菲弗總主教以及四位司鐸貝爾納·費拉伊、貝爾納·蒂西耶·德·梅爾里拉斯、理查德·威廉森以及阿方索·加拉雷塔等人已經因其行為違反《天主教法典》1382條而遭到了立即性的自科絕罰。

## 對勒菲弗總主教跟隨者的發言
在論及分裂事件的原因時，教宗若望·保祿二世則點出為了堅持傳統而與羅馬宗座以及與之共融的普世天主教會分裂是極其矛盾的。此外他則針對事件提出三個建言，要信眾們以勒菲弗的情形作出反思，並要主教們細心避免類似情況的發生。並鼓勵神學家以及教會其他各類專家針對梵二的教導進行研究。最後則針對勒菲弗總主教的跟隨者提出忠告，要其注意裂教所帶來的結果。並對拉丁傳統彌撒支持者的權益向各位主教求情。
最後他宣告將會成立一個委員會來致力推動聖庇護十世司鐸兄弟會與教宗的共融。也就是後來的「天主的教會」宗座委員會。

## 影響
此牧函發布後，聖庇護十世兄弟會內有十二位司鐸和部分修生選擇離開該組織，成立了與教宗共融的聖伯多祿司鐸兄弟會。
此文件中對於傳統拉丁彌撒的支援，尤其是對於由教宗若望二十三世於1962年核准的《羅馬彌撒經書》之合理使用的呼籲，成為教宗本篤十六世於2007年發布《歷任教宗》牧函的基礎之一。
藉此牧函建立的「天主的教會」委員會除了擔任聖庇護十世兄弟會與聖座間的橋梁外，也於2007年接受了教宗本篤十六世給予的任務——協助各地方主教為渴求傳統拉丁彌撒的信友提供此類禮儀上的協助。本篤十六世並在2009年時以《教會合一》手諭改組了該委員會使之與信理部整合。由信理部部長兼任委員會主席。藉此增進改善與聖庇護十世兄弟會之間關係時的效果，該委員會如今已是「特殊方式」羅馬禮儀的重要管理機關之一了。